# Шифи (Месина)
Шифи је насеље у Италији у округу Месина, региону Сицилија.
Према процени из 2011. у насељу је живело 283 становника. Насеље се налази на надморској висини од 146 м.